# Polar the Titanic Bear
Polar the Titanic Bear é um livro infantil escrito por Margaretta "Daisy" Corning Spedden (nascida Stone) (19 de novembro de 1872 – 10 de fevereiro de 1950). Spedden era uma herdeira americana que sobreviveu ao naufrágio do RMS Titanic, e seu relato da viagem da família e o eventual desastre, escrito como um conto para entreter seu filho de 7 anos de idade, foi publicado por volta de 45 anos depois de sua morte. A estória é contada do ponto de vista de um urso de pelúcia.

## Como a estória foi escrita
Spedden nasceu em Morristown, New Jersey e viveu com seu marido Frederic e filho Robert Douglas em Tuxedo Park, Nova Iorque. A família viajava frequentemente, e ela mantinha diários detalhados de suas viagens.
Em abril de 1912, a família Spedden reservou uma passagem no Titanic. Depois do naufrágio do navio, Daisy foi resgatada pelo RMS Carpathia. Todos os membros da comitiva dos Speddens sobreviveram ao desastre embarcando no bote número 3.
No ano seguinte, Spedden escreveu e ilustrou um livro em que contava a estória da viagem, do naufrágio e do resgate do ponto de vista do urso de pelúcia de Douglas. Ela deu o livro de estórias para Douglas como presente de Natal. Dois anos depois, Douglas morreu em um acidente automobilístico. Daisy morreu em 10 de fevereiro de 1950, e o livro permaneceu entre as posses da família pelos próximos quarenta anos.

## Publicação
Depois de muitos anos, o livro foi encontrado em um baú de Leighton H. Coleman III, um parente de Spedden, e ele decidiu ter aquilo publicado. A estória foi editada por Hugh Brewster da Madison Books em Toronto, Ontário, e a artista canadense Laurie McGaw foi escolhida para ilustrar o livro em  aquarela. Coleman escreveu uma introdução explicando como a estória ocorreu. Algumas das fotografias de Spedden e imagens dos souvenirs do Titanic foram também usadas como ilustrações. A Madison Books publicou a primeira edição em 1994.
Edições:
- Madison Books, 1994[8]
- Little, Brown and Company, 1994, 2001. (ISBN 0-316-80909-8).[9][10]
- Scholastic Books, 1998
- Hodder Headline, 1998 (ISBN 0733609104)[11]
- Rebound by Sagebrush, 2001. (ISBN 0613717678)

O livro também foi traduzido para o alemão, espanhol, holandês e japonês.

## Prêmios
Polar the Titanic Bear venceu inúmeras premiações para livros infantis, incluindo:
- Silver Birch Award da Ontario Library Association[12]
- 1998 BILBY Award (Categoria Jovens Leitores) (Austrália)[13]
- Society of School Librarians' Award por Melhor Livro Internacional para crianças até 6 anos
- Finalista do Governor General's Award (Canadá) de 1994, pelas ilustrações de Laurie McGaw
- 1995 - Children's Choice Award[14]